# Климовка (Жлобинский район)
Климовка (бел. Клімаўка) — деревня в Краснобережском сельсовете Жлобинского района Гомельской области Белоруссии.

## География

### Расположение
В 23 км на северо-запад от Жлобина, 2 км от железнодорожной станции Красный Берег (на линии Бобруйск — Жлобин), 106 км от Гомеля.

## Транспортная сеть
Транспортные связи по просёлочной, а затем автомобильной дороге Бобруйск — Гомель. Застройка деревянная, усадебного типа.

## История
Основана в начале 1920-х годов переселенцами из соседних деревень на бывших помещичьих землях. В 1931 году жители вступили в колхоз. 4 жителя погибли на фронтах Великой Отечественной войны. В составе подсобного хозяйства Краснобережского аграрного колледжа (центр — деревня Красный Берег).

## Население

### Численность
- 2004 год — 1 хозяйство, 4 жителя.

### Динамика
- 2004 год — 1 хозяйство, 4 жителя.